# Discografia di Johnny Cash
La discografia di Johnny Cash contiene la produzione di uno degli artisti country più prolifici di tutti i tempi. La sua lunga carriera, che va dal 1954 al 2003, ha visto la pubblicazione da parte di varie case discografiche di un altissimo numero di album e singoli.
La sua produzione consiste in 68 album in studio (dei quali 60 solisti e 8 collaborativi con altri artisti), 16 album dal vivo, 4 colonne sonore e oltre 100 raccolte.

## Album in studio

### Solista
| Anno | Titolo                                         | Massima posizione in classifica | Massima posizione in classifica | Massima posizione in classifica | Massima posizione in classifica | Massima posizione in classifica |
| Anno | Titolo                                         | USA Country                     | USA                             | UK                              | AUS                             | CAN                             |
| ---- | ---------------------------------------------- | ------------------------------- | ------------------------------- | ------------------------------- | ------------------------------- | ------------------------------- |
| 1957 | Johnny Cash with His Hot and Blue Guitar!      | —                               | —                               | —                               | —                               | —                               |
| 1958 | The Fabulous Johnny Cash                       | —                               | 19                              | —                               | —                               | —                               |
| 1959 | Hymns by Johnny Cash                           | —                               | —                               | —                               | —                               | —                               |
| 1959 | Songs of Our Soil                              | —                               | —                               | —                               | —                               | —                               |
| 1960 | Now, There Was a Song!                         | —                               | —                               | —                               | —                               | —                               |
| 1960 | Ride This Train                                | —                               | —                               | —                               | —                               | —                               |
| 1962 | Hymns from the Heart                           | —                               | —                               | —                               | —                               | —                               |
| 1962 | The Sound of Johnny Cash                       | —                               | —                               | —                               | —                               | —                               |
| 1963 | Blood, Sweat and Tears                         | —                               | 80                              | —                               | —                               | —                               |
| 1963 | The Christmas Spirit                           | —                               | 7                               | —                               | —                               | —                               |
| 1964 | I Walk the Line                                | 1                               | 53                              | —                               | —                               | —                               |
| 1964 | Bitter Tears: Ballads of the American Indian   | 2                               | 47                              | —                               | —                               | —                               |
| 1965 | Orange Blossom Special                         | 3                               | 49                              | —                               | —                               | —                               |
| 1965 | Johnny Cash Sings the Ballads of the True West | —                               | —                               | —                               | —                               | —                               |
| 1966 | Everybody Loves a Nut                          | 5                               | 88                              | 28                              | —                               | —                               |
| 1966 | Happiness Is You                               | 10                              | —                               | —                               | —                               | —                               |
| 1968 | From Sea to Shining Sea                        | 9                               | —                               | 40                              | —                               | —                               |
| 1969 | The Holy Land                                  | 6                               | 54                              | —                               | —                               | —                               |
| 1970 | Hello, I'm Johnny Cash                         | 1                               | 6                               | 6                               | 9                               | 3                               |
| 1971 | Man in Black                                   | 1                               | 56                              | 18                              | —                               | 43                              |
| 1972 | A Thing Called Love                            | 2                               | 112                             | 8                               | —                               | —                               |
| 1972 | America: A 200-Year Salute in Story and Song   | 3                               | 176                             | —                               | —                               | —                               |
| 1972 | The Johnny Cash Family Christmas               | —                               | —                               | —                               | —                               | —                               |
| 1973 | Any Old Wind That Blows                        | 5                               | 188                             | —                               | —                               | —                               |
| 1974 | Ragged Old Flag                                | 16                              | —                               | —                               | —                               | —                               |
| 1974 | The Junkie and the Juicehead Minus Me          | 48                              | —                               | —                               | —                               | —                               |
| 1975 | The Johnny Cash Children's Album               | —                               | —                               | —                               | —                               | —                               |
| 1975 | Johnny Cash Sings Precious Memories            | —                               | —                               | —                               | —                               | —                               |
| 1975 | John R. Cash                                   | —                               | —                               | —                               | —                               | —                               |
| 1975 | Look at Them Beans                             | 38                              | —                               | —                               | —                               | —                               |
| 1976 | One Piece at a Time                            | 2                               | 185                             | 49                              | —                               | —                               |
| 1977 | The Last Gunfighter Ballad                     | 29                              | —                               | —                               | —                               | —                               |
| 1977 | The Rambler                                    | 31                              | —                               | —                               | —                               | —                               |
| 1978 | I Would Like to See You Again                  | 23                              | —                               | —                               | —                               | —                               |
| 1978 | Gone Girl                                      | —                               | —                               | —                               | —                               | —                               |
| 1979 | Silver                                         | 28                              | —                               | —                               | —                               | —                               |
| 1979 | A Believer Sings the Truth                     | 43                              | —                               | —                               | —                               | 10                              |
| 1979 | Sings with the BC Goodpasture Christian School | —                               | —                               | —                               | —                               | —                               |
| 1980 | Rockabilly Blues                               | —                               | —                               | —                               | —                               | —                               |
| 1980 | Classic Christmas                              | —                               | —                               | —                               | —                               | —                               |
| 1981 | The Baron                                      | 24                              | 201                             | —                               | 54                              | —                               |
| 1982 | The Adventures of Johnny Cash                  | —                               | —                               | —                               | —                               | —                               |
| 1983 | Johnny 99                                      | —                               | —                               | —                               | —                               | —                               |
| 1985 | Rainbow                                        | —                               | —                               | —                               | —                               | —                               |
| 1986 | Believe in Him                                 | —                               | —                               | —                               | —                               | —                               |
| 1987 | Johnny Cash Is Coming to Town                  | 36                              | —                               | —                               | —                               | —                               |
| 1988 | Classic Cash: Hall of Fame Series              | —                               | —                               | —                               | —                               | —                               |
| 1988 | Water from the Wells of Home                   | 48                              | —                               | —                               | —                               | —                               |
| 1990 | Boom Chicka Boom                               | —                               | —                               | —                               | —                               | —                               |
| 1991 | The Mystery of Life                            | 70                              | —                               | —                               | —                               | —                               |
| 1991 | Country Christmas                              | 52                              | —                               | —                               | —                               | —                               |
| 1994 | American Recordings                            | 23                              | 110                             | —                               | —                               | 72                              |
| 1996 | American II: Unchained                         | 26                              | 170                             | —                               | —                               | —                               |
| 2000 | American III: Solitary Man                     | 11                              | 88                              | —                               | —                               | —                               |
| 2002 | American IV: The Man Comes Around              | 2                               | 22                              | —                               | —                               | —                               |
| 2004 | My Mother's Hymn Book                          | 27                              | 194                             | —                               | —                               | —                               |
| 2006 | American V: A Hundred Highways                 | 1                               | 1                               | 9                               | 25                              | 4                               |
| 2010 | American VI: Ain't No Grave                    | 2                               | 3                               | 9                               | 22                              | 4                               |
| 2014 | Out Among the Stars                            | 1                               | 3                               | 4                               | 4                               | 2                               |
| 2024 | Songwriter                                     | 23                              | 92                              | 42                              | 64                              | —                               |

### In collaborazione

#### Con gli Highwaymen
| Anno | Titolo                                                                             | Massima posizione in classifica | Massima posizione in classifica | Massima posizione in classifica | Massima posizione in classifica | Massima posizione in classifica |
| Anno | Titolo                                                                             | USA Country                     | USA                             | UK                              | AUS                             | CAN                             |
| ---- | ---------------------------------------------------------------------------------- | ------------------------------- | ------------------------------- | ------------------------------- | ------------------------------- | ------------------------------- |
| 1985 | Highwayman (con Waylon Jennings, Willie Nelson e Kris Kristofferson)               | 1                               | 92                              | —                               | 5                               | —                               |
| 1990 | Highwayman 2 (con Waylon Jennings, Willie Nelson e Kris Kristofferson)             | 4                               | 79                              | —                               | 9                               | —                               |
| 1995 | The Road Goes On Forever (con Waylon Jennings, Willie Nelson e Kris Kristofferson) | 42                              | —                               | —                               | —                               | —                               |

#### Con altri artisti
| Anno | Titolo                                                                                           | Massima posizione in classifica | Massima posizione in classifica | Massima posizione in classifica | Massima posizione in classifica | Massima posizione in classifica |
| Anno | Titolo                                                                                           | USA Country                     | USA                             | UK                              | AUS                             | CAN                             |
| ---- | ------------------------------------------------------------------------------------------------ | ------------------------------- | ------------------------------- | ------------------------------- | ------------------------------- | ------------------------------- |
| 1964 | Keep on the Sunny Side (con la Carter Family)                                                    | —                               | 7                               | —                               | —                               | —                               |
| 1967 | Carryin' On with Johnny Cash and June Carter (con June Carter)                                   | 5                               | 194                             | —                               | —                               | —                               |
| 1973 | Johnny Cash and His Woman (con June Carter)                                                      | 32                              | —                               | —                               | —                               | —                               |
| 1986 | Heroes (con Waylon Jennings)                                                                     | 13                              | —                               | —                               | —                               | —                               |
| 1986 | Class of '55: Memphis Rock and Roll Homecoming (con Carl Perkins, Jerry Lee Lewis e Roy Orbison) | 15                              | 87                              | —                               | —                               | —                               |

## Album live
| Anno | Titolo                                                                              | Massima posizione in classifica | Massima posizione in classifica | Massima posizione in classifica | Massima posizione in classifica |
| Anno | Titolo                                                                              | US Country                      | US                              | AUS                             | CAN                             |
| ---- | ----------------------------------------------------------------------------------- | ------------------------------- | ------------------------------- | ------------------------------- | ------------------------------- |
| 1968 | At Folsom Prison                                                                    | 1                               | 13                              | —                               | 27                              |
| 1969 | At San Quentin                                                                      | 1                               | 1                               | 12                              | 1                               |
| 1970 | The Johnny Cash Show                                                                | 1                               | 44                              | —                               | 36                              |
| 1973 | På Österåker                                                                        | —                               | —                               | —                               | —                               |
| 1976 | Strawberry Cake                                                                     | 33                              | —                               | —                               | —                               |
| 1982 | The Survivors (con Jerry Lee Lewis and Carl Perkins)                                | 21                              | 205                             | —                               | —                               |
| 1983 | Koncert v Praze (In Prague-Live)                                                    | —                               | —                               | —                               | —                               |
| 1998 | VH1 Storytellers: Johnny Cash & Willie Nelson (con Willie Nelson)                   | 25                              | 56                              | —                               | —                               |
| 2002 | At Madison Square Garden                                                            | 39                              | 196                             | —                               | —                               |
| 2003 | A Concert Behind Prison Walls                                                       | —                               | —                               | —                               | —                               |
| 2005 | Live from Austin, TX                                                                | —                               | —                               | —                               | —                               |
| 2007 | The Great Lost Performance - Live at the Paramount Theatre, Asbury Park, New Jersey | 60                              | —                               | —                               | —                               |
| 2009 | Live in Ireland                                                                     | —                               | —                               | —                               | —                               |
| 2015 | Man in Black: Johnny Cash Live in Denmark 1971                                      | —                               | —                               | —                               | —                               |
| 2020 | A Night to Remember                                                                 | —                               | —                               | —                               | —                               |
| 2021 | Bear's Sonic Journals: At the Carousel Ballroom, 24 aprile 1968                     | —                               | —                               | —                               | —                               |

## Colonne sonore
| Anno | Titolo                                        | Massima posizione in classifica | Massima posizione in classifica |
| Anno | Titolo                                        | US Country                      | US                              |
| ---- | --------------------------------------------- | ------------------------------- | ------------------------------- |
| 1970 | I Walk the Line                               | 9                               | 176                             |
| 1971 | Little Fauss and Big Halsy                    | —                               | 209                             |
| 1973 | The Gospel Road                               | 12                              | 205                             |
| 2000 | Return to the Promised Land (con June Carter) | —                               | —                               |

## Raccolte

### Anni 1950
| Anno                                                             | Titolo                                           |
| ---------------------------------------------------------------- | ------------------------------------------------ |
| - Pubblicazione: 1º dicembre 1958 - Etichetta: Sun - Formato: LP | Johnny Cash Sings the Songs That Made Him Famous |
| - Pubblicazione: 19 ottobre 1959 - Etichetta: Sun - Formato: LP  | Greatest!                                        |

### Anni 1960
| Anno                                                             | Titolo                                     | Massima posizione in classifica | Massima posizione in classifica |
| Anno                                                             | Titolo                                     | US Country                      | US                              |
| ---------------------------------------------------------------- | ------------------------------------------ | ------------------------------- | ------------------------------- |
| - Pubblicazione: 5 settembre 1960 - Etichetta: Sun - Formato: LP | Johnny Cash Sings Hank Williams            | —                               | —                               |
| - Pubblicazione: 26 giugno 1961 - Etichetta: Sun - Formato: LP   | Now Here's Johnny Cash                     | —                               | —                               |
| - Pubblicazione: 3 dicembre 1962 - Etichetta: Sun - Formato: LP  | All Aboard the Blue Train with Johnny Cash | —                               | —                               |
| - Pubblicazione: 8 luglio 1963 - Etichetta: Columbia             | Ring of Fire: The Best of Johnny Cash      | 1                               | 26                              |
| - Pubblicazione: 23 novembre 1964 - Etichetta: Sun - Formato: LP | The Original Sun Sound of Johnny Cash      | —                               | —                               |
| - Pubblicazione: 1965 - Etichetta: Columbia Records              | Mean as Hell                               | 4                               | —                               |
| - Pubblicazione: 1967 - Etichetta: Columbia Records              | Johnny Cash's Greatest Hits                | 1                               | 82                              |
| - Pubblicazione: 1968 - Etichetta: Columbia Records              | Old Golden Throat                          | —                               | —                               |
| - Pubblicazione: 1968 - Etichetta: Columbia Records              | Legends and Love Songs                     | —                               | —                               |
| - Pubblicazione: 1968 - Etichetta: Columbia Records              | Heart of Cash                              | —                               | —                               |
| - Pubblicazione: 1968 - Etichetta: Harmony Records               | Golden Sounds of Country Music             | —                               | —                               |
| - Pubblicazione: 1969 - Etichetta: Sun Records                   | Get Rhythm                                 | 30                              | 164                             |
| - Pubblicazione: 1969 - Etichetta: Sun Records                   | Original Golden Hits, Volume I             | 4                               | 95                              |
| - Pubblicazione: 1969 - Etichetta: Sun Records                   | Story Songs of the Trains and Rivers       | 2                               | 197                             |
| - Pubblicazione: 1969 - Etichetta: Columbia Records              | More of Old Golden Throat                  | —                               | —                               |
| - Pubblicazione: 1969 - Etichetta: Harmony Records               | This Is Johnny Cash                        | —                               | —                               |

### Anni 1970
| Anno                                                         | Titolo                                              | Massima posizione in classifica | Massima posizione in classifica | Massima posizione in classifica | Massima posizione in classifica |
| Anno                                                         | Titolo                                              | US Country                      | US                              | AUS                             | CAN                             |
| ------------------------------------------------------------ | --------------------------------------------------- | ------------------------------- | ------------------------------- | ------------------------------- | ------------------------------- |
| - Pubblicazione: 1970 - Etichetta: Sun Records               | Showtime                                            | 14                              | 181                             | —                               | —                               |
| - Pubblicazione: 1 maggio 1970 - Etichetta: Columbia Records | The World of Johnny Cash                            | 2                               | 54                              | 22                              | 26                              |
| - Pubblicazione: 1970 - Etichetta: Sun Records               | The Singing Storyteller                             | 45                              | 186                             | —                               | —                               |
| - Pubblicazione: 1970 - Etichetta: Sun Records               | Original Golden Hits, Volume II                     | 3                               | 98                              | —                               | —                               |
| - Pubblicazione: 1970 - Etichetta: Sun Records               | Johnny Cash: The Legend                             | —                               | —                               | —                               | —                               |
| - Pubblicazione: 1970 - Etichetta: Sun Records               | The Rough Cut King of Country Music                 | —                               | —                               | —                               | —                               |
| - Pubblicazione: 1970 - Etichetta: Sun Records               | Sunday Down South                                   | —                               | —                               | —                               | —                               |
| - Pubblicazione: 1970 - Etichetta: Harmony Records           | The Walls of a Prison                               | —                               | —                               | —                               | —                               |
| - Pubblicazione: 1971 - Etichetta: Sun Records               | Johnny Cash: The Man, His World, His Music          | —                               | —                               | —                               | —                               |
| - Pubblicazione: 1971 - Etichetta: Sun Records               | Original Golden Hits, Volume III                    | —                               | —                               | —                               | —                               |
| - Pubblicazione: 1971 - Etichetta: Columbia Records          | The Johnny Cash Collection: Greatest Hits Volume II | 5                               | 94                              | —                               | —                               |
| - Pubblicazione: 1971 - Etichetta: Hallmark Cards            | The Mighty Johnny Cash                              | —                               | —                               | —                               | —                               |
| - Pubblicazione: 1972 - Etichetta: Columbia Records          | International Superstar                             | —                               | —                               | —                               | —                               |
| - Pubblicazione: 1972 - Etichetta: Harmony Records           | Understand Your Man                                 | —                               | —                               | —                               | —                               |
| - Pubblicazione: 1972 - Etichetta: Pickwick 33 Records       | Big River                                           | —                               | —                               | —                               | —                               |
| - Pubblicazione: 1972 - Etichetta: Harmony Records           | Give My Love to Rose                                | —                               | —                               | —                               | —                               |
| - Pubblicazione: 1972 - Etichetta: Harmony Records           | The Johnny Cash Songbook                            | 43                              | —                               | —                               | —                               |
| - Pubblicazione: 1972 - Etichetta: Columbia Records          | Sunday Morning Coming Down                          | 35                              | —                               | —                               | —                               |
| - Pubblicazione: 1973 - Etichetta: Harmony Records           | Ballads of the American Indian                      | —                               | —                               | —                               | —                               |
| - Pubblicazione: 1973 - Etichetta: Harmony Records           | This Is Johnny Cash                                 | —                               | —                               | —                               | —                               |
| - Pubblicazione: 1973 - Etichetta: Columbia Records          | Johnny Cash the King/Tammy Wynette the Queen        | —                               | —                               | —                               | —                               |
| - Pubblicazione: 1974 - Etichetta: Columbia Records          | Five Feet High and Rising                           | 33                              | —                               | —                               | —                               |
| - Pubblicazione: 1975 - Etichetta: Columbia Records          | Destination Victoria Station                        | —                               | —                               | —                               | —                               |
| - Pubblicazione: 1977 - Etichetta: Columbia Records          | The Best of Johnny Cash                             | —                               | —                               | 37                              | —                               |
| - Pubblicazione: 1978 - Etichetta: Columbia Records          | Greatest Hits, Vol. 3                               | 49                              | —                               | —                               | —                               |
| - Pubblicazione: 1978 - Etichetta: Bear Family Records       | The Unissued Johnny Cash                            | —                               | —                               | —                               | —                               |
| - Pubblicazione: 1978 - Etichetta: Bear Family Records       | Johnny & June (con June Cash)                       | —                               | —                               | —                               | —                               |
| - Pubblicazione: 1979 - Etichetta: Bear Family Records       | Tall Man                                            | —                               | —                               | —                               | —                               |

### Anni 1980
| Anno                                                       | Titolo                          |
| ---------------------------------------------------------- | ------------------------------- |
| - Pubblicazione: 1984 - Etichetta: Cachet/Columbia Records | I Believe                       |
| - Pubblicazione: 1981 - Etichetta: Columbia Records        | Encore                          |
| - Pubblicazione: 1984 - Etichetta: Columbia Records        | Biggest Hits                    |
| - Pubblicazione: 1986 - Etichetta: Bear Family Records     | Up Through the Years, 1955-1957 |
| - Pubblicazione: 1987 - Etichetta: Columbia Records        | Columbia Records 1958-1986      |

### Anni 1990
| Anno                                                         | Titolo                               | Massima posizione in classifica | Massima posizione in classifica | Massima posizione in classifica | Massima posizione in classifica |
| Anno                                                         | Titolo                               | US Country                      | US                              | AUS                             | CAN Country                     |
| ------------------------------------------------------------ | ------------------------------------ | ------------------------------- | ------------------------------- | ------------------------------- | ------------------------------- |
| - Pubblicazione: 1990 - Etichetta: CBS Records               | 12 Giant Hits                        | —                               | —                               | —                               | —                               |
| - Pubblicazione: 1990 - Etichetta: Bear Family Records       | The Man in Black 1954-1958           | —                               | —                               | —                               | —                               |
| - Pubblicazione: 1991 - Etichetta: Bear Family Records       | Come Along and Ride this Train       | —                               | —                               | —                               | —                               |
| - Pubblicazione: 1991 - Etichetta: Bear Family Records       | The Man in Black 1959-1962           | —                               | —                               | —                               | —                               |
| - Pubblicazione: 1991 - Etichetta: Columbia Records          | Patriot                              | 67                              | —                               | —                               | —                               |
| - Pubblicazione: 1991 - Etichetta: Curb Records              | The Best of Johnny Cash              | —                               | 196                             | —                               | —                               |
| - Pubblicazione: 1992 - Etichetta: Legacy Recordings         | The Essential Johnny Cash 1955-1983  | —                               | —                               | —                               | —                               |
| - Pubblicazione: 1994 - Etichetta: Mercury Records           | Wanted Man                           | —                               | —                               | —                               | 15                              |
| - Pubblicazione: 1994 - Etichetta: Legacy Recordings         | Super Hits                           | —                               | 166                             | 48                              | —                               |
| - Pubblicazione: March 1994 - Etichetta: Bear Family Records | The Man in Black 1963-1969           | —                               | —                               | 37                              | —                               |
| - Pubblicazione: 1996 - Etichetta: Mercury Records           | Johnny Cash: The Hits                | 75                              | —                               | —                               | —                               |
| - Pubblicazione: 1998 - Etichetta: Mercury Records           | The Best of Johnny Cash              | —                               | —                               | —                               | —                               |
| - Pubblicazione: 1998 - Etichetta: Legacy Recordings         | Johnny Cash: Crazy Country           | —                               | —                               | —                               | —                               |
| - Pubblicazione: 1999 - Etichetta: Columbia Records          | The Man In Black - His Greatest Hits | 63                              | —                               | —                               | —                               |
| - Pubblicazione: 1999 - Etichetta: Legacy Recordings         | 16 Biggest Hits                      | 18                              | 65                              | —                               | —                               |

### Anni 2000
| Anno                                                        | Titolo                                                 | Massima posizione in classifica | Massima posizione in classifica | Massima posizione in classifica | Massima posizione in classifica |
| Anno                                                        | Titolo                                                 | US Country                      | US                              | AUS                             | CAN                             |
| ----------------------------------------------------------- | ------------------------------------------------------ | ------------------------------- | ------------------------------- | ------------------------------- | ------------------------------- |
| - Pubblicazione: 2000 - Etichetta: Mercury Records          | The Mercury Years                                      | —                               | —                               | —                               | —                               |
| - Pubblicazione: 2000 - Etichetta: Legacy Recordings        | Love, God, Murder                                      | 67                              | —                               | —                               | —                               |
| - Pubblicazione: 2001 - Etichetta: Varèse Sarabande         | Johnny Cash and the Tennessee Two: Roads Less Traveled | —                               | —                               | —                               | —                               |
| - Pubblicazione: 2001 - Etichetta: Legacy Recordings        | 16 Biggest Hits: Volume II                             | —                               | —                               | —                               | —                               |
| - Pubblicazione: 2002 - Etichetta: Mercury Records          | Johnny Cash & Friends                                  | —                               | —                               | —                               | —                               |
| - Pubblicazione: 2002 - Etichetta: Legacy Recordings        | The Essential Johnny Cash                              | 16                              | 35                              | 11                              | —                               |
| - Pubblicazione: 2002 - Etichetta: K-tel                    | The Legend of Johnny Cash: First Original Hits         | 66                              | —                               | —                               | —                               |
| - Pubblicazione: 2002 - Etichetta: TeeVee                   | Johnny Cash Sings His Best: 40 Original Hits           | 71                              | —                               | —                               | —                               |
| - Pubblicazione: 2002 - Etichetta: Mercury Records          | 20th Century Masters: The Millennium Collection        | 47                              | —                               | —                               | —                               |
| - Pubblicazione: 2002 - Etichetta: Madacy Entertainment     | The Heart of a Legend                                  | 49                              | —                               | —                               | —                               |
| - Pubblicazione: 2002 - Etichetta: Sony Music Entertainment | A Boy Named Sue and Other Story Songs                  | —                               | —                               | —                               | —                               |
| - Pubblicazione: 2003 - Etichetta: Scena                    | Live Recordings from the Louisiana Hayride (live)      | —                               | —                               | —                               | —                               |
| - Pubblicazione: 2003 - Etichetta: American Recordings      | Unearthed                                              | 33                              | —                               | —                               | —                               |
| - Pubblicazione: 2003 - Etichetta: Legacy Recordings        | Christmas with Johnny Cash                             | 58                              | —                               | —                               | —                               |
| - Pubblicazione: 2004 - Etichetta: Legacy Recordings        | Life                                                   | —                               | —                               | —                               | —                               |
| - Pubblicazione: 2004 - Etichetta: Laserlight               | Johnny Cash Live Recordings                            | —                               | —                               | —                               | —                               |
| - Pubblicazione: 2005 - Etichetta: Time–Life                | The Complete Sun Recordings, 1955-1958                 | 52                              | —                               | —                               | —                               |
| - Pubblicazione: 2005 - Etichetta: Metro Records            | Walking the Line: The Legendary Sun Recordings         | 66                              | —                               | —                               | —                               |
| - Pubblicazione: 2005 - Etichetta: Legacy Recordings        | The Legend                                             | 31                              | 173                             | —                               | —                               |
| - Pubblicazione: 2005 - Etichetta: Island Records           | The Legend of Johnny Cash                              | 2                               | 5                               | 10                              | 5                               |
| - Pubblicazione: 2006 - Etichetta: Legacy Recordings        | 16 Biggest Hits: Johnny Cash & June Carter Cash        | 26                              | 126                             | —                               | —                               |
| - Pubblicazione: 2006 - Etichetta: Madacy Entertainment     | Golden Legends: Johnny Cash                            | 70                              | —                               | —                               | —                               |
| - Pubblicazione: 2006 - Etichetta: Sony BMG                 | June Carter and Johnny Cash: Duets                     | —                               | —                               | 32                              | —                               |
| - Pubblicazione: 2006 - Etichetta: Legacy Recordings        | Personal File (Set)                                    | 22                              | 108                             | 68                              | —                               |
| - Pubblicazione: 2006 - Etichetta: BCI                      | Country Legends: I Walk the Line                       | 44                              | —                               | —                               | —                               |
| - Pubblicazione: 2006 - Etichetta: Island Records           | The Legend of Johnny Cash Vol. II                      | 28                              | 144                             | 86                              | —                               |
| - Pubblicazione: 2006 - Etichetta: Sun Records              | JC: Johnny Cash                                        | 26                              | 109                             | —                               | —                               |
| - Pubblicazione: 2006 - Etichetta: Madacy Special Products  | Johnny Cash Disk 1                                     | 1                               | 1                               | —                               | —                               |
| - Pubblicazione: 2007 - Etichetta: Columbia Records         | More Songs from Johnny's Personal File                 | —                               | —                               | —                               | —                               |
| - Pubblicazione: 2007 - Etichetta: Legacy Recordings        | Cash - Ultimate Gospel                                 | 34                              | —                               | —                               | —                               |
| - Pubblicazione: 2007 - Etichetta: Sun Records              | Forever Johnny Cash                                    | 58                              | —                               | —                               | —                               |
| - Pubblicazione: 2008 - Etichetta: Legacy Recordings        | The Best of the Johnny Cash TV Show: 1969-1971         | 47                              | —                               | —                               | —                               |
| - Pubblicazione: 2008 - Etichetta: Sony BMG                 | Playlist: The Very Best of Johnny Cash                 | 37                              | 140                             | —                               | —                               |
| - Pubblicazione: 2008 - Etichetta: Gaither Music Group      | The Gospel Music of Johnny Cash                        | 56                              | —                               | —                               | —                               |
| - Pubblicazione: 2008 - Etichetta: Legacy Recordings        | America                                                | 50                              | —                               | —                               | —                               |
| - Pubblicazione: 2008 - Etichetta: Metro Records            | The Ultimate Collection                                | —                               | —                               | —                               | —                               |

### Anni 2010
| Anno                                                                                   | Titolo                                                                | Massima posizione in classifica | Massima posizione in classifica |
| Anno                                                                                   | Titolo                                                                | US Country                      | US                              |
| -------------------------------------------------------------------------------------- | --------------------------------------------------------------------- | ------------------------------- | ------------------------------- |
| - Pubblicazione: 2010 - Etichetta: Mercury Records                                     | Icon: Johnny Cash                                                     | 45                              | —                               |
| - Pubblicazione: 2010 - Etichetta: Reader's Digest / Sony Music Custom Marketing Group | The Great Seventies Recordings                                        | —                               | —                               |
| - Pubblicazione: 2011 - Etichetta: Columbia Records/Legacy                             | Bootleg Vol II: From Memphis to Hollywood                             | 33                              | —                               |
| - Pubblicazione: 2011 - Etichetta: Columbia Records/Legacy                             | Bootleg Vol III: Live Around the World                                | 42                              | —                               |
| - Pubblicazione: 2012 - Etichetta: Bear Family Records                                 | Unseen Cash                                                           | —                               | —                               |
| - Pubblicazione: 2012 - Etichetta: Metro Records                                       | The Essential Collection                                              | —                               | —                               |
| - Pubblicazione: 2012 - Etichetta: Columbia Records/Legacy                             | Bootleg Vol IV: The Soul of Truth                                     | —                               | —                               |
| - Pubblicazione: 2012 - Etichetta: Starbucks                                           | Opus Collection                                                       | 6                               | 28                              |
| - Pubblicazione: 2012 - Etichetta: Columbia Records/Legacy                             | The Greatest: The Number Ones                                         | 28                              | 125                             |
| - Pubblicazione: 2012 - Etichetta: Columbia Records/Legacy                             | The Greatest: Duets                                                   | 71                              | —                               |
| - Pubblicazione: 2012 - Etichetta: Columbia Records/Legacy                             | The Complete Columbia Album Collection                                | —                               | —                               |
| - Pubblicazione: 2012 - Etichetta: Columbia Records/Legacy                             | Country: Johnny Cash                                                  | 61                              | —                               |
| - Pubblicazione: 2013 - Etichetta: Sony Music Entertainment                            | LIFE Unheard                                                          | 32                              | 200                             |
| - Pubblicazione: 2013 - Etichetta: Sony Music Entertainment                            | Every Song Tells a Story (con Willie Nelson)                          | 54                              | —                               |
| - Pubblicazione: 2013 - Etichetta: Legacy Recordings                                   | The Classic Christmas Album                                           | 48                              | —                               |
| - Pubblicazione: 2019 - Etichetta: Sony Legacy                                         | The Bootleg Series Vol. 15: Travelin' Thru, 1967–1969 (con Bob Dylan) | —                               | 4                               |
| - Pubblicazione: 2019 - Etichetta: Columbia/Sony Music/Legacy                          | Bob Dylan - 50th Anniversary Collection 1969 (con Bob Dylan)          | —                               | —                               |

### Anni 2020
| Anno                                                       | Titolo                                                                                 | Massima posizione in classifica | Massima posizione in classifica |
| Anno                                                       | Titolo                                                                                 | US Country                      | US                              |
| ---------------------------------------------------------- | -------------------------------------------------------------------------------------- | ------------------------------- | ------------------------------- |
| - Pubblicazione: 2020 - Etichetta: Mercury Nashville       | The Complete Mercury Recordings 1986 - 1991                                            | —                               | —                               |
| - Pubblicazione: 2020 - Etichetta: Mercury Nashville       | Easy Rider: The Best of the Mercury Recordings                                         | —                               | —                               |
| - Pubblicazione: 2020 - Etichetta: Mercury Nashville       | Classic Cash: Hall of Fame Series - Early Mixes                                        | —                               | 25                              |
| - Pubblicazione: 2020 - Etichetta: Columbia Records/Legacy | Johnny Cash and the Royal Philharmonic Orchestra (con la Royal Philharmonic Orchestra) | —                               | 58                              |

## Singoli
- 1955 - Hey, Porter!/Cry! Cry! Cry! (Sun Records, 221)
- 1955 - So Doggone Lonesome/Folsom Prison Blues (Sun Records, 232)
- 1956 - Get Rhythm/I Walk The Line (Sun Records, 241)
- 1956 - Train Of Love/There You Go (Sun Records, 258)
- 1956 - Next in Line/Don't Make Me Go (Sun Records, 266)
- 1956 - Home Of The Blues/Give My Love To Rose (Sun Records, 279)
- 1957 - Ballad Of A Teenage Queen/Big River (Sun Records, 283)
- 1958 - Guess Things Happen That Way/Come In Stranger (Sun Records, 295)
- 1958 - The Ways Of A Woman In Love/You're The Nearest Thing To Heaven (Sun Records, 302)
- 1958 - It's Just About Time/I Just Thought You'd Like to Know (Sun Records, 309)
- 1959 - Luther Played The Boogie/Thanks A Lot (Sun Records, 316)
- 1959 - I Forgot To Remember To Forget/Katy Too (Sun Records, 321)
- 1959 - Goodby Little Darlin'/You Tell Me (Sun Records, 331)

## Discografia in altri Paesi

### Australia

#### Singoli
- 1956 - Train Of Love/There You Go (London Records, 78 giri: HL-1216; 45 giri: 45-HL-1216)
- 1957 - Ballad Of A Teenage Queen/Big River (London Records, 78 giri: HL-1341; 45 giri: 45-HL-1341)

### Canada

#### Singoli
- 1956 - Folsom Prison Blues/So Doggone Lonesome (Quality Records, 78 giri: 1474; 45 giri: K1474)
- 1956 - Train Of Love/There You Go (Quality Records, 78 giri: 1585; 45 giri: K1585)
- 1957 - Ballad Of A Teenage Queen/Big River (Quality Records, 78 giri: 1692; 45 giri: K1692)

### Nuova Zelanda

#### Singoli
- 1957 - Ballad Of A Teenage Queen/Big River (London Records, 78 giri: NZL.132; 45 giri: 45-NZL.312)

### Regno Unito

#### Singoli
- 1956 - Train Of Love/There You Go (London Records, 78 giri: HL-S.8427; 45 giri:  45-HLS 8427)
- 1957 - Ballad Of A Teenage Queen/Big River (London Records, 78 giri: HL-S.8586; 45 giri:  45-HLS 8586)